# El Carmen (La Unión)
El Carmen è un comune del dipartimento di La Unión, in El Salvador.